# 柄果海桐
柄果海桐（学名：Pittosporum podocarpum），为海桐花科海桐花属下的一个植物种。